# La setta dei dannati
La setta dei dannati (The Order) è un film del 2003 scritto e diretto da Brian Helgeland.

## Trama
Alex Bernier, un giovane sacerdote newyorkese appartenente ad un antico ordine ai margini della Chiesa e quasi estinto (i "Carolingi"), si reca a Roma per indagare sulla misteriosa morte del suo mentore padre Dominic. Indagando assieme a Thomas Garrett (anche lui appartenente all'ordine di Alex), scopre la verità: padre Dominic è stato assassinato e l'omicida è William Eden, un "divoratore di peccati", oscuro personaggio espulso dai "Carolingi", il quale, con un particolare rituale assicura, dietro lauto compenso, la purificazione dai peccati, anche i più nefandi, ai morenti che non intendono pentirsi.